# ب‌ام‌و اچ۲آر

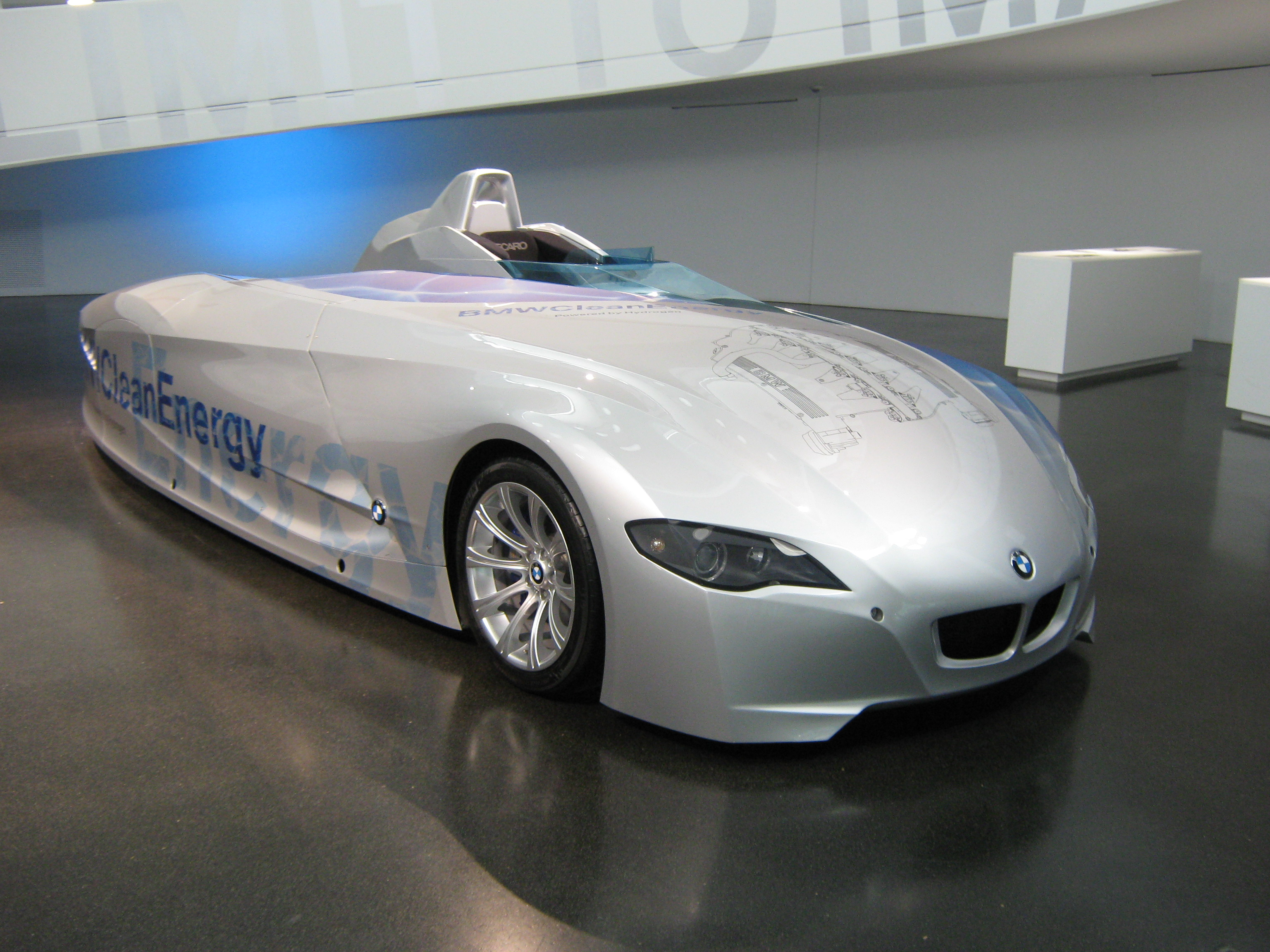

ب‌ام‌و اچ۲آر (انگلیسی: BMW H2R) خودروی ساخت شرکت ب‌ام‌و است. این خودرو با سوخت هیدروژن مایع کار می‌کند.